# Paul Brown (calciatore 1991)
Paul Brown (Isole Cayman, 15 gennaio 1991) è un calciatore britannico delle Isole Cayman, difensore del Future SC e della nazionale delle Isole Cayman.